# Aleksej I. Komnen
Aleksej I. Komnen (grško Αλέξιος Α' Κομνηνός, Alexios I Komnēnos; latinsko Alexius I Comnenus), bizantinski cesar (1081–1118), * 1048, † 15. avgust 1118.
Kot cesar je vojaško in finančno utrdil Bizantinsko cesarstvo. Med njegovim vladanjem se je začel gospodarski vzpon, ki ga nekateri imenujejo komnenska restavracija.

## Življenjepis
Aleksej Komnen je bil sin Ivana Komnena in Ane Dalasene ter nečak cesarja Izaka I. Komnena (1057-1059). 

### Mladost
Aleksejev oče je po abdikaciji cesarja Izaka I. odklonil bizantinski prestol in na njem so se v letih 1059-1081 zvrstili kar štirje cesarji iz raznih družin: Konstantin X., Mihael VII. Dukas, Roman IV. Diogen in Nikefor III. Botanijat V času Romana IV. Diogena (1067-1071) se je boril proti Turkom Seldžukom. Med vladanjem Mihaela VII. Dukasa (1071–1078) in Nikefora III. Botanijata (1078–1081) se je s starejšim bratom Izakom bojeval proti upornikom v Mali Aziji, Trakiji in Epirju. Leta 1074 je uspešno zatrl upor najemnikov v Mali Aziji, zato ga je cesar Nikefor III. leta 1078 imenoval za komandanta kopenske vojske na zahodu cesarstva. V naslednjih letih je zatrl upora dveh zaporednih guvernerjev Drača: Nikefora Brijenija, katerega vnuk se je kasneje poročil z Aleksejevo hčerko Ano Komneno, in Nikefora Bazila. Aleksej je ukazal tudi vojni pohod proti svojemu svaku Nikeforu Melisenu v Mali Aziji, sam pa se proti svojemu sorodniku ni hotel bojevati. Zaradi te odločitve ga niso degradirali, ker so ga potrebovali za obrambo države pred grozečo invazijo Normanov pod poveljstvom Roberta Guiscarda, ki so jo pričakovali v okolici Drača.

### Prihod na prestol
Medtem, ko so se bizantinske čete zbirale za pohod proti Normanom, se je Aleksej na dvoru povezal s stranko Dukasov in prepričali so ga, naj sodeluje v zaroti proti cesarju Nikeforu III. Botanijatu. Alekseja je vojska razglasila za cesarja in vkorakala v Bizanc, ko so podkupili so še mestno stražo zahodnih najemnikov pa je bila zmaga popolna. 1. aprila 1081 so Nikefora III. prisilili, da je odstopil in se umaknil v samostan. 4. aprila je patriarh Kozma I. v cerkvi Hagija Sofija Alekseja okronal za cesarja.
Do takrat je bil Aleksej ljubimec cesarice Marije Alanijske, hčerke gruzijskega kralja Bagrata IV., ki je bila zapored poročena z dvema cesarjema: Mihaelom VII. in njegovim naslednikom Nikeforom III. Botanijatom in je slovela po svoji lepoti. Aleksej in Marija sta živela skupaj v palači Mangana, vendar se nista poročila. Po Aleksejevem prihodu na prestol je njegova mati, ki je imela že na prejšnjem dvoru in v družini Dukas velik vpliv, organizirala njegovo poroko z Ireno Dukas, vnukinjo cesarja Ivana Dukasa, strica Mihaela VII. Da bi utrdil svoj položaj v družini Dukas, je Aleksej imenoval Konstantina Dukasa, mlajšega sina Mihaela VII. in Marije za so-cesarja (kaisarja) in ga malo kasneje poročil s svojo prvorojeno hčerko Ano.
Po rojstvu Aleksejevega prvega sina Ivana II. Komnena leta 1087 se je stanje popolnoma spremenilo: Anino poroko s Konstantinom so razveljavili in Ano preselili v cesarsko palačo, kjer je potem živela s svojo materjo in babico. Odnosi med Aleksejem in Marijo so se povsem ohladili in nazadnje so ji zaradi vpletenosti v zaroto odvzeli cesarski naslov in jo poslali v samostan. 
Konstantin Dukas je izgubil položaj so-cesarja, vendar je ostal v dobrih odnosih s cesarsko družino. Zaradi slabega zdravja je kmalu za tem umrl.

### Prva križarska odprava
Aleksejevo 37 letno vladanje je bilo polno vojaških spopadov. Na samem začetku so ga napadli Normani Roberta Guiscarda in njegovaga sina Bohemonda, zavzeli Drač in otok Krf in prodrli vse do Larise. Aleksej je utrpel več porazov, potem pa je začel uspešno vračati udarce. Svoje uspehe je še povečal, ko je s 360.000 zlatniki podkupil nemškega kralja Henrika IV. Henrik je leta 1083-1084 napadel Normane v Italiji in jih prisilil k vrnitvi domov. Zagotovil si je tudi zavezništvo Henrika, grofa Monte Sant'Angela, ki je obvladoval polotok Gargano. Njegovo zavezništvo je bilo zadnje politično zavezništvo Grkov v Italiji. Po Guiscardovi smrti leta 1085 je pritisk Normanov za nekaj časa popustil in Bizantinci so počasi dobili nazaj skoraj vse izgubljeno ozemlje.
Vdorom Normanov so sledili nemiri v Trakiji, kjer sta se uprli verski sekti bogomilov in manihejev, ki so jih z druge strani Donave podpirali Pečenegi. Manihejski vojaki v bizantinski vojski so med Aleksejevimi boji z Normani dezertirali. Ko je normanska nevarnost minila, se je Aleksej odpravil kaznovat heretike in dezerterje in zaplenit njihovo premoženje. Vojaški pohod je povzročil nov upor okrog Filipopolisa (Plovdiv), v katerem je bil poražen in ubit poveljnik kopenske vojske na zahodu Gregorij Pakurij. Leta 1087 so v Trakijo vdrli Pečenegi, Aleksej pa je za povračilo vdrl v Mecijo, vendar mu Dolostolona ni uspelo zavzeti. Med umikom so ga Pečenegi obkolili in ga prisilili, da je podpisal premirje in plačal varščino. Leta 1090 so Pečenegi ponovno vdrli v Trakijo in s turškim ladjevjem, kateremu je poveljeval svak sultana Ruma, načrtovali skupen napad na Bizanc. Aleksej je prebrodil krizo tako, da se je povezal z vojsko kakšnih 40.000 Kumanov in z njihovo pomočjo 29. aprila 1091 v Trakiji Pečenege popolnoma potolkel. 
Po zmagi nad Pečenegi je nevarnost njihovih vdorov minila, toda leta 1094 so na bizantinsko ozemlje na Balkanu začeli vdirati Kumani. Njihov poveljnik je trdil, da je Konstantin Diogen, že dolgo pokojni sin cesarja Romana IV. Kumani so preko gora vdrli v vzhodno Trakijo, dokler niso njihovega voditelja pri Adrijanoplu (Edirne) ubili. Po njegovi smrti se je Balkan nekoliko umiril, tako da se je Aleksej lahko posvetil Mali Aziji, ki so jo skoraj v celoti zasedli Turki Seldžuki.
Na začetku leta 1090 se je Aleksej poskušal pobotati s papežem, ker je v borbi proti Turkom zelo potreboval pomoč Zahoda. Leta 1095 so njegovi odposlanci na cerkvenem zboru v Piacenzi pojavili pred papežem Urbanom II. Od Zahoda je pričakoval predvsem najemniške vojake in ne številne množice križarjev, ki se je po papeževem pozivu na križarsko odpravo, na pobudo Alekseja, na koncilu v Clermontu že naslednje leto privalila pred Bizanc. Cesar tako velike množice seveda ni mogel v celoti oskrbeti in križarji so začeli pleniti po njegovem ozemlju. Prvo skupino križarjev, ki jo je vodil Peter Puščavnik, je na hitro poslal v Malo Azijo, kjer so jih Turki kmalu za tem pobili.
Za njimi je začela v Bizanc prihajati še večja množica križarjev. Posamezne skupine so vodili Godfrej Bujonski, Bohemond Tarantski, Rajmond IV. Touluški in drugi bolj ali manj pomembni plemiči. Aleksej se je ločeno srečeval s križarskimi poveljniki in od njih zahteval, da mu prisežejo pokornost in vso osvojeno ozemlje vrnejo Bizantinskemu cesarstvu. Potem jih je prepeljal v Malo Azijo in jim obljubil, da jih bo v zameno za pokornost oskrboval z vsem potrebnim. 
Križarska vojna je bil za Bizantinsko cesarstvo velik uspeh, ker si je zaradi nje opomoglo veliko bizantinskih mest in otokov. Križarji so leta 1097 z obleganjem najprej osvojili Nikejo (Iznik) in potem še Dorilejum (Eskişehir) in omogočili Bizantincem, da so ponovno osvojili skoraj celo zahodno Malo Azijo. V letih 1097-1099 so osvojili tudi Kios, Rodos, Smirno, Efez, Filadelfijo in Sarde. Bizantinske uspehe je Aleksejeva hčerka Ana pripisala očetovi spretni politiki in diplomaciji, latinski zgodovinarji križarskega pohoda pa, seveda, trdijo, da so njene trditve ponarejene in lažne. Leta 1099 so bizantinci poslali v Tripoli deset ladij kot pomoč pri obleganji Laodikeje in drugih obalnih mest. Ker je bizantinska flota pod Tatikijevim poveljstvom odklonila sodelovanje pri obleganju Antiohije, so križarji menili, da njihova prisega zvestobe ne velja več. Bohemond, ki se je sam oklical za kneza Antiohije, je takoj začel vojno proti Bizantincem na Balkanu. Bizantinci so njegove poskuse preprečili in ga z mirovno pogodbo v Devolu leta 1108 prisilili, da je postal Aleksejev vazal.

### Zadnja leta vladanja
V zadnjih dvajsetih letih svojega življenja je Aleksej izgubil večino svoje priljubljenosti. Ukvarjal se je predvsem z zatiranjem bogomilov in manihejev, ki se je končalo z javnim sežigom bogomilskega voditelja Bazila na grmadi. Kljub uspehom križarske vojne, je Aleksej od leta 1110 do 1117 doživel veliko vojaških porazov in izgubil veliko ozemlja, predvsem zaradi vpadov Turkov Seldžukov. 
Aleksej je bilo mnogo let pod vplivom svoje matere Ane Dalasene, ki je bila izjemno sposoben plitik. Okronal jo je za Augusto, čeprav je naslov po zakonu pripadal njegovi ženi Ireni Dukas. Dalasena je med Aleksejevo odsotnostjo zaradi vojnih pohodov učinkovito vodila državno upravo. Bila je v stalnih sporih s snaho Ireno Dukas in je v celoti skrbela za vzgojo in šolanje vnukinje Ane. 
Proti koncu svojega vladanja je imel veliko težav zaradi svojega nasledstva. Čeprav je že leta 1092 za sovladarja okronal svojega sina Ivana II. Komnena, ko je imel komaj pet let, je Irena Dukas želela, naj spremeni svojo odločitev v korist hčerke Ane in njenega moža Nikefora Brijenija. Brijenija so imenovali za cesarja (panhypersebastos) in mu podelili novoustvarjeni državni naslov kaisar. Ostal je lojalen tako Alekseju kot Ivanu, dvorne intrige pa so Alekseju kljub temu zagrenile ostanek življenja.

## Zapuščina
Aleksej I je Bizantinsko cesarstvo izvlekel iz krize in ga utrdil in začelo se je stoletje rasti in uspehov. Popolnoma je spremenil državno upravo, sklepal trdna zavezništva z močnimi plemiškimi družinami in prekinil tradicijo cesarjeve ekskluzivnosti, tako da je večino plemstva vključil v svojo širšo družino in preko nje v svojo vlado. S tem ukrepom mu je uspelo zmanjšati moč svojih nasprotnikov. Uvedel je nekaj novih visokih dvornih položajev: Nikeforu Brijeniju je na primer dal naslov panhypersebastos, bratu Izaku Komnenu pa sebastokratōr. Takšna politika je bila na začetku uspešna, postopoma pa je spodkopala dokaj učinkovito državno upravo, ker je družinske zveze postavila nad zasluge. Aleksejeva politika povezovanja plemstva je imela še eno posledico: vsi cesarji, ki so vladali za njim, so bili z njim v sorodu - ali so bili njegovi potomci ali njihovi zakonski partnerji. 

## Družina
V zakonu z Ireno Dukas je imel Aleksej devet otrok:
- Ano Komneno, ki je bila poročena s kaisarjem Nikeforom Brijenijem
- Marijo Komneno, ki je bila najprej poročena z Gregorijem Gabrasom, potem pa Nikeforom Euforbenom Katakalonom
- Ivana II. Komnena, ki ga je nasledil kot cesar
- Andronika Komnena, sebastokratōrja
- Izaka Komnena, sebastokratōrja
- Eudokijo Komneno, ki je bila poročena z Mihaelom Iasitom
- Teodoro Komneno, ki je bila najprej poročena s Konstantinom Kurtikom, potem pa s Konstantinom Angelom. Z njim je bila babica cesarjev Izaka II. Angela in Alekseja III. Angela
- Manuela Komnena in
- Zojo Komneno